# Shanahan Sanitoa
Shanahan Sanitoa (Orange, 26 luglio 1989) è un ex velocista statunitense, che ha gareggiato per le Samoa Americane.
Ha preso parte alla competizione dei 100 metri piani maschili ai Giochi della XXIX Olimpiade. Ai Giochi della XXXII Olimpiade faceva parte della delegazione olimpica delle Samoa Americane in qualità di allenatore di atletica leggera.